# Ионкин, Анатолий Михайлович
Анато́лий Миха́йлович Ио́нкин (4 октября 1950, Уральск — 13 мая 2009, Уральск) — советский футболист, полузащитник и нападающий, Мастер спорта СССР (1988).

## Биография
Родился в спортивной семье, брат Александр — многократный чемпион СССР, игрок сборной по хоккею с мячом.
Первые три сезона отыграл в «Уральце» Уральск, затем два года — в семипалатинском «Спартаке». Последний клуб — «Кайрат» Алма-Ата. По итогам сезона занял второе место среди лучших бомбардиров первой лиги — 16 мячей в 23 играх, уступил Олегу Блохину (18 мячей в 30 играх). Ионкина неоднократно приглашали в московский «Спартак», но он отклонял предложения. В высшей лиге первенства СССР сыграл 70 матчей, забил 25 голов, в 1-й лиге — 70 матчей, забил 39 голов.
После окончания карьеры игрока работал главным тренером в «Джезказганце» Джезказган (1988—1989), «Уральце» (1989—1990), сборной Казахстана по футзалу. Был директором департамента по проведению соревнований ФСК, главой отдела футзала ФФК. С 21 марта 2008 года был вице-президентом ФФК.
13 мая 2009 года Ионкин скончался от обширного инфаркта — он принимал участие в открытии сезона казахстанской первой лиги и в начале матча «Акжайык» — «Гефест» ему стало плохо. С мая 2010 года в Уральске проводиться ежегодный турнир памяти Анатолия Ионкина среди юношей. 1 сентября 2019 года открыта мемориальная доска, находящаяся в Алма-Ате.

### Семья
Супруга — Марина Вадимовна (1959 г.р.). Старшая дочь — Полина (1983 г.р.), Младшая дочь — Наталья (1986 г.р.). Внуки — Максим (2006 г.р.), Матвей (2010 г.р.), Илья (2011 г.р.) и Филипп (2013 г.р.).